# Tom i Huck
Tom i Huck (ang. Tom and Huck) – amerykański film przygodowy z 1995 roku w reżyserii Petera Hewitta. Film wyprodukowany przez Walt Disney Pictures. Zrealizowany na podstawie powieści Marka Twaina.

## Opis fabuły
Przyjaciele – urwis Tomek Sawyer (Jonathan Taylor Thomas) i mały włóczęga – sierota Huck (Brad Renfro), są przypadkowymi świadkami zabójstwa. By uratować z opresji fałszywie oskarżonego Muffa (Michael McShane), chłopcy muszą zeznawać przeciwko mordercy, którym jest Indianin Joe (Eric Schweig). Ten poprzysięga im zemstę.

## Obsada
- Jonathan Taylor Thomas jako Thomas "Tom" Sawyer
- Brad Renfro jako Huckleberry "Huck" Finn
- Eric Schweig jako Indianin Joe
- Michael McShane jako Muff Potter
- Charles Rocket jako sędzia Thatcher
- Amy Wright jako ciocia Polly
- Marian Seldes jako Widow Douglas
- Rachael Leigh Cook jako Rebecca "Becky" Thatcher
- Courtland Mead jako kuzyn Sid
- Heath Lamberts jako pan Dobbins
- Joey Stinson jako Joseph "Joe" Harper
- Blake Heron jako Benjamin "Ben" Rodgers
- Lanny Flaherty jako Emmett
- William Newman jako doktor Robinson

## Wersja polska
Wersja polska: Telewizja Polska

Tekst: Hubert Kubasiewicz

Czytał: Maciej Gudowski